# فاکتور نورون‌زایی مشتق‌شده از مغز

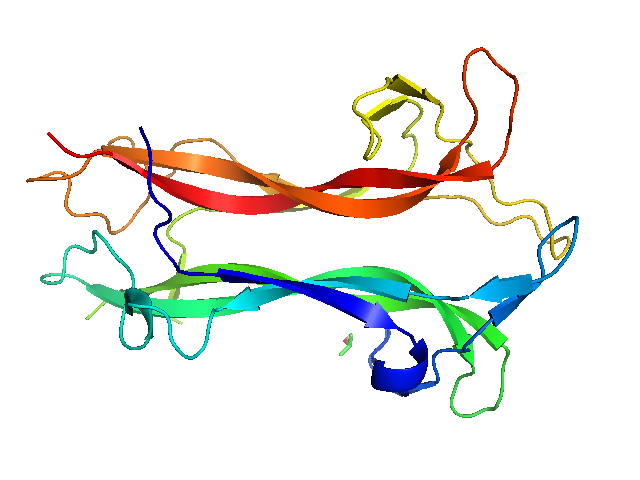
این تصویر نمایشی گرافیکی از ساختار مولکولی بر اساس داده‌های مدل 1bnd است که به صورت سه‌بعدی رندر شده و اطلاعات موجود در فایل PDB با شناسه 1bnd را نمایش می‌دهد.

فاکتور نورون‌زایی مشتق‌شده از مغز (Brain-Derived Neurotrophic Factor) پروتئینی است که توسط ژنی به نام BDNF کد می‌شود. این فاکتور از خانوادهٔ نوروتروفین هاست که سبب گسترش شبکهٔ عصبی می‌شود.

## عملکرد
این پروتئین سبب رشد و توسعهٔ سیستم عصبی مرکزی و محیطی می‌شود. همچنین سبب راه اندازی سیناپس‌های عصبی و برقراری ارتباطات نورونی نیز می‌شود. بیشترین فعالیت آن در هیپوکامپ و بخش رویی مغز می‌باشد. به طور کلی نوروترفین‌ها دسته‌ای از ترکیبات شیمیایی طبیعی بدن بنام عامل رشد هستند که توانایی تمایز یاخته‌های بنیادی به نورون‌ها را دارا می‌باشند. این فعالیت نورون زایی نامیده می‌شود. فاکتور نورون زایی مشتق شده ازمغز یکی از مهمترین اعضای این خانواده بوده و با اتصال به گیرنده‌های تیروزین کینازی خاصی سبب راه اندازی آبشارهای درون یاخته‌ای و در نهایت تولید و تمایز نورون‌های نو می‌شود. تولید این پروتئین درماهیچه سبب ترمیم و تولید دوبارهٔ یاخته‌های ماهیچه‌ای می‌باشد.

## مکان تولید
بیشترین تولید آن در مغز می‌باشد؛ اما در پروستات و کلیه و هیپوکامپوس و مخچه نیز یافت می‌شود.

## نحوهٔ تاثیرگذاری
از مهمترین گیرندهّ‌های سطح یاخته‌های نورونی تیروزین کینازها می‌باشند. این گیرنده‌ها به سه دستهٔ A و B و C تقسیم می‌شوند. فاکتور نورون زایی مشتق شده از مغز هم به صورت مونومر و هم به صورت همودایمر به گیرنده‌های نوع B متصل شده و سبب دوتایی شدن آن‌ها می‌شود. سپس هر یک دیگری را فسفریله کرده و سبب خواندن پروتئین‌های درون یاخته‌ای می‌شوند. در مرحلهٔ بعد آبشارهای درون یاخته‌ای راه اندازی شده و سبب فعال شده پروتئین‌های مربوط به تمایز و رشدیاخته‌های نورونی می‌شود.

## ترشح
فاکتور نورون زایی مشتق شده از مغز در شبکهٔ آندوپلاسمی زبر تولید می‌شود و سپس درون وزیکول‌ها ذخیره می‌شود. در مرحلهٔ بعد کربوکسی پپتیداز E به آن متصل می‌شود. تولید این پروتئین درون یاخته با افزایش فعالیت بیشتر می‌شود.
تکامل این پروتئین با برش آنزیمی در مکان خاصی از این پوتئین روی می‌دهد. سپس پروتئین ۲۴۷ اسیدآمینهٔ نهایی به بیرون تراوش می‌کند.

## ژنتیک
ژن تولید کنندهٔ فاکتور نورون زایی مشتق شده از مغز بر روی کروموزوم ۱۱ انسانی قرار دارد .Val66Met یکی از مهمرین تغییرات تک نوکلئوتیدی آن می‌باشد که در بالا دست پروتین نهایی قرار دارد و طی برش برش آنزیمی جدا می‌شود.

## بیماری‌ها
- استرس و اضطراب: کاهش بیان فاکتور نورون زایی مشتق از مغز سبب افزایش وبرقراری سیناپس‌های نورونی در این زمینه می‌شود.
- بیماری آلزایمر: فاکتور نورون زایی مشتق از مغز ارتباط مستقیمی با حافظه دارد و کاهش ان سبب کاهش آن می‌شود.